# Odd Mom Out
Odd Mom Out è una serie televisiva statunitense del 2015 trasmessa dall'8 giugno 2015 sul canale Bravo.
In Italia la serie, che è tratta dal romanzo Momzillas che è stato pubblicato nel 2007 da Jill Kargman, è andata in onda sul canale pay Joi dal 30 dicembre 2016 al 15 marzo 2018. Dopo 3 stagioni, è stata cancellata il 6 ottobre 2017.

## Trama
La serie racconta la versione ironica e romanzata della vita della protagonista e autrice del libro "Momzillas" da cui è tratto il telefilm, Jill Kargman, che vive in un ecosistema élite e alla moda a New York. I personaggi femminili sono raffigurati come tipiche mamme altezzose di Upper East Side che vivono una vita privilegiata, cercando di sopravvivere in un ambiente altamente competitivo.

## Personaggi e interpreti
- Jill Weber (stagioni 1-3), interpretata da Jill Kargman, doppiata da Claudia Catani
Una madre casalinga con tre figli a carico
- Andy Weber (stagioni 1-3), interpretato da Andy Buckley, doppiato da Andrea Lavagnino
Ricco marito di Jill
- Vanessa Wrigley (stagioni 1-3), interpretata da KK Glick, doppiata da Alessia Amendola
Un medico del pronto soccorso e la migliore amica di Jill che cerca sempre di tenerla sotto controllo e mantenerla sana di mente.
- Lex Von-Weber (stagioni 1-3), interpretato da Sean Kleier, doppiato da Edoardo Stoppacciaro
Cognato di Jill
- Candance Von-Weber (stagione 2-3, ricorrente stagione 1), interpretata da Joanna Cassidy, doppiata da Claudia Razzi
Suocera di Jill
- Brooke Von-Weber (stagioni 1-3), interpretata da Abby Elliott, doppiata da Gaia Bolognesi
Cognata di Jill, hanno un rapporto teso, perché sono legate alla loro famiglia.

## Episodi
Il 22 settembre 2016, la serie è stata rinnovata per una terza e ultima stagione.
| Stagione         | Episodi | Prima TV USA | Prima TV Italia |
| ---------------- | ------- | ------------ | --------------- |
| Prima stagione   | 10      | 2015         | 2016-2017       |
| Seconda stagione | 10      | 2016         | 2017            |
| Terza stagione   | 10      | 2017         | 2018            |